# Estadio Néstor Naviliat
El estadio Néstor Naviliat es un recinto deportivo propiedad del Club Atlético Plaza de la ciudad de Nueva Helvecia, Uruguay. Está habilitado para competencias de básquetbol, vóleibol y fútbol de salón. Fue inaugurado en 1971 y tiene una capacidad para 600 espectadores.
El 24 de febrero de 1971, la asamblea de socios del club formaliza la decisión de fortalecer la institución con la construcción de un estadio cerrado. La obra se había iniciado a fines de 1970, con la dirección técnica de los arquitectos Enrique Frey y Jorge Dios. La empresa constructora ganadora de la licitación había sido la de Henry Tramontín.
El estadio se pre-inauguró el 16 de diciembre de 1971. El 11 de agosto de 1975 comienza la colocación del piso parqué, la que es concluida e inaugurada el 14 de noviembre de ese año.
En 1997, el ascenso a segunda división obligó al club a cumplir con los requerimientos exigidos a los escenarios donde se realizan las competiciones de la divisional: se instala el tablero electrónico. En 2001, con motivo de la adecuación del estadio para participar en primera división, se colocaron tableros de acrílico con aros retráctiles y rebatibles, dotando al escenario con todas las condiciones para la alta competencia.